# Ceraclea equiramosa
Ceraclea equiramosa là một loài Trichoptera trong họ Leptoceridae. Chúng phân bố ở miền Cổ bắc.